# فلامینگوی آمریکایی

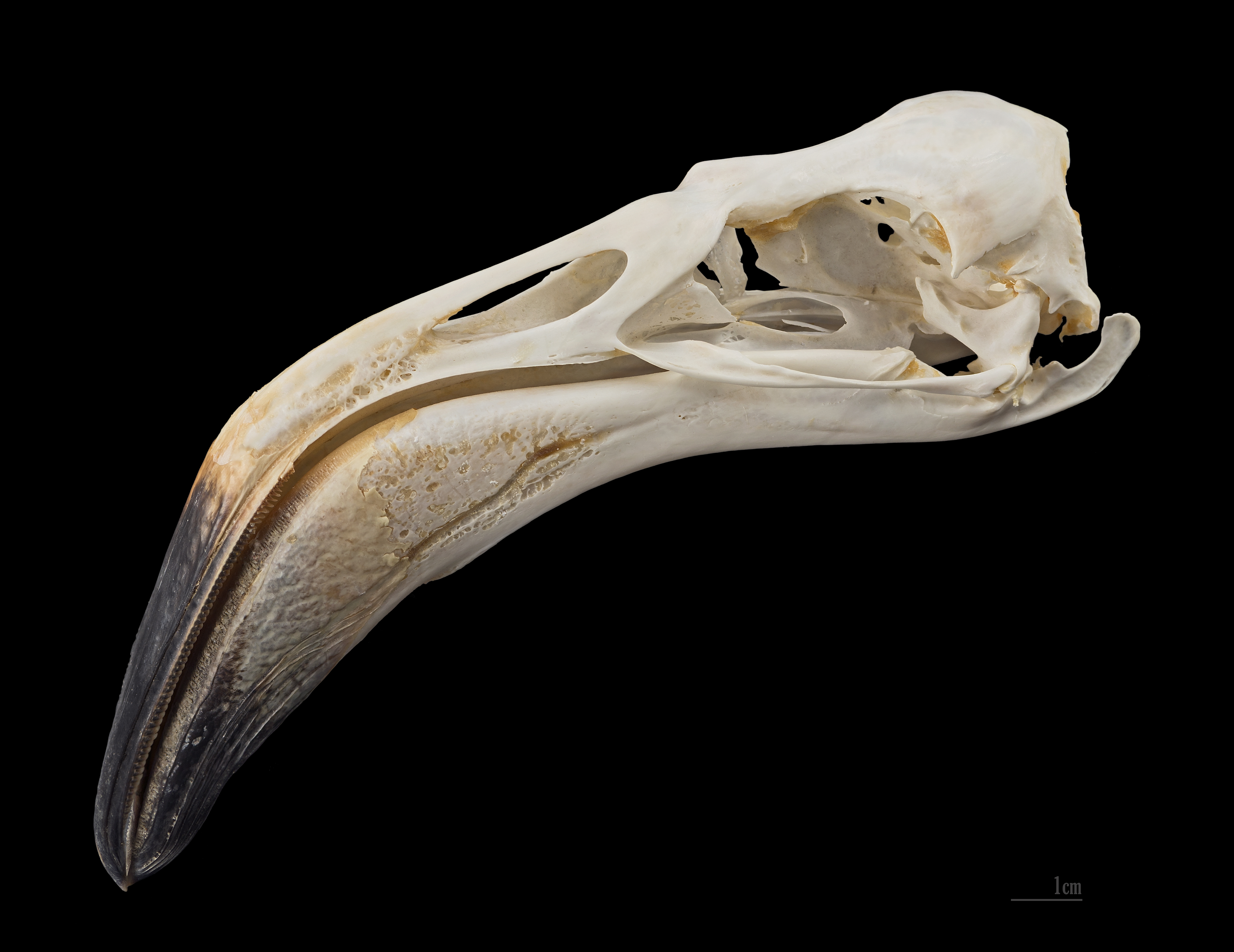
جمجمه

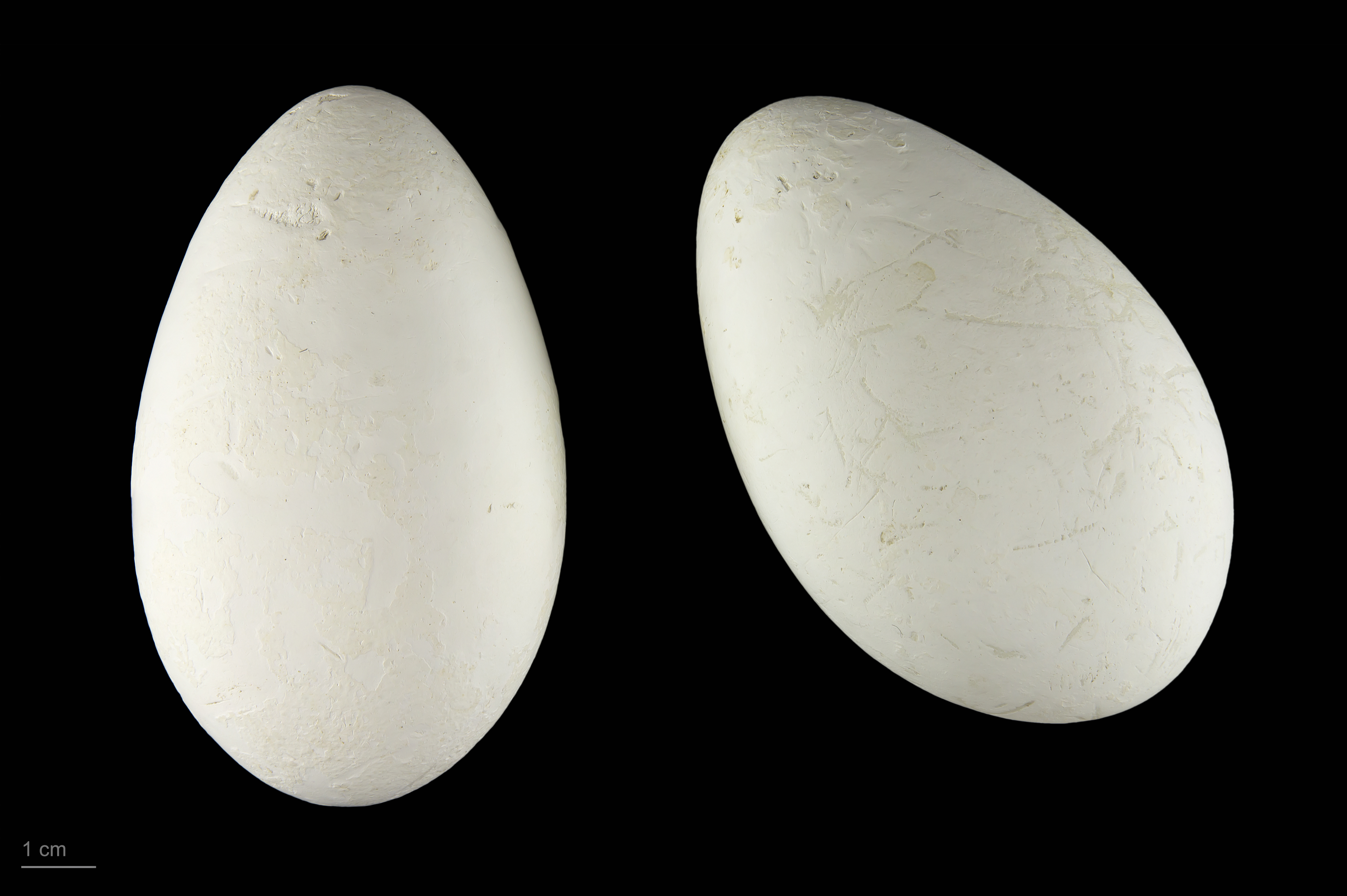
Phoenicopterus ruber

فلامینگوی آمریکایی یا بال‌آتشی آمریکایی (Phoenicopterus ruber) یک گونه بزرگ از فلامینگو است که بسیار نزدیک به فلامینگوی بزرگ و فلامینگوی شیلی است. همچنین با عنوان فلامینگوی کارائیب شناخته می‌شود اما زندگی آنها در گالاپاگوس باعث شده‌است که نام موردنظر درست نباشد. این گونه تنها گونه فلامینگوی بومی آمریکای شمالی است.

## توزیع
این گونه در گالاپاگوس، سواحل کلمبیا، ونزوئلا و در جزایر نزدیک گویان و کیپ اورنج در برزیل زندگی می‌کند. همچنین در شبه‌جزیره یوکاتان (مکزیک), و در شمال کارائیب در باهاما، هیسپانیولا، کوبا و جزایر تورکس و کایکوس نیز دیده شده‌است. بیشتر فلامینگوهای فلوریدا معمولاً به عنوان فراری از قفس در نظر گرفته می‌شوند.